# Thyreomelecta siberica
Thyreomelecta siberica är en biart som först beskrevs av Radoszkowski 1893.  Thyreomelecta siberica ingår i släktet Thyreomelecta och familjen långtungebin. Inga underarter finns listade i Catalogue of Life.